# Garner (Arkansas)
Garner es un pueblo ubicado en el condado de White en el estado estadounidense de Arkansas. En el Censo de 2010 tenía una población de 284 habitantes y una densidad poblacional de 157,55 personas por km².

## Geografía
Garner se encuentra ubicado en las coordenadas 35°8′34″N 91°46′44″O / 35.14278, -91.77889. Según la Oficina del Censo de los Estados Unidos, Garner tiene una superficie total de 1.8 km², de la cual 1.67 km² corresponden a tierra firme y (7.18%) 0.13 km² es agua.

## Demografía
Según el censo de 2010, había 284 personas residiendo en Garner. La densidad de población era de 157,55 hab./km². De los 284 habitantes, Garner estaba compuesto por el 79.58% blancos, el 0.7% eran afroamericanos, el 2.11% eran amerindios, el 0.35% eran asiáticos, el 0% eran isleños del Pacífico, el 15.85% eran de otras razas y el 1.41% pertenecían a dos o más razas. Del total de la población el 17.61% eran hispanos o latinos de cualquier raza.